# Ярачево (місто)
Ярачево (пол. Jaraczewo) — місто в західній Польщі, Великопольське воєводство, Яроцинський повіт, садиба гміни Ярачево. 

## Розташування
Розташоване приблизно за 10 км на захід від Яроціна, приблизно за 45 км на північний захід від Острува-Велькопольського та приблизно за 70 км на південний схід від Познані.

## Історія
У 1519–1934 роках Ярачево мало міські права . Місто було прабатьківщиною великопольського шляхетського роду Ярачевських, герба Заремба , якому воно належало чотири століття.
До другого поділу Польщі (1793) Ярачево знаходилося в Каліському воєводстві; внаслідок поділу провінція Каліш увійшла до складу Королівства Прусія, до провінції Південна Прусія.
«Географічний словник Королівства Польського» 19 століття так описує місто. У 1811 році тут було 34 будинки із 560 мешканцями, а в 1837 році їх кількість зросла до 817. У 1871 році в місті було 92 будинки з 1105 мешканцями, з них 832 католики, 147 євреїв і 126 євангелістів. У 1875 році кількість жителів знизилася до 1068. У місті проживало 298 неписьменних.
Наприкінці 19 століття Ярачевські втратили свої маєтки в місті. У 1882 році тут розташовувалися католицький костел, синагога, початкова школа, податкова та поштова контора, а також позичкова каса, селянський клуб, три винокурні та сироварня. У 19 столітті в місті проводили чотири ярмарки на рік. У словнику зазначається також археологічна знахідка, що була виявлена в околицях міста. У 19 столітті були викопані бронзові каблучки та залізне лезо списа.
Наприкінці Другої світової війни, 9 лютого 1945 року, в сусідньому полі розбився американський бомбардувальник. Внаслідок аварії загинули п’ятеро військових. Це місце вшанували хрестом і табличкою.
1 січня 2016 року Ярачево відновило міські права.

## Пам'ятки
- Міська площа, на яку виходить 8 вулиць, з будівлями переважно 19 ст.;
- Класицистична церква св. Марії Магдалини з 19 ст.;
- Садибний будинок першої половини 19 ст.
- Синагога 19 ст.